# Sennyey (familia)
La familia Sennyey de Kissenye (en húngaro: kissennyei Sennyey család) es una antigua familia aristocrática húngara.

## Orígenes
Tiene sus orígenes en el condado de Vas (antiguo) y trazan su genealogía al conde Gerz en el siglo XV. La familia aparece en los registros de forma continuada a partir de Ferenc Sennyey. Fue prefecto del nádor Tamás Nádasdy en Sárvár, y supervisor de las fincas de Sárvár, Kapuvár y Léka a principios del siglo XVI. Su hijo Pongrác Sennyey se convertiría en el principal maestro de la corte del príncipe de Transilvania Báthory en 1593, y en 1595 en su consejero. En 1601 trabajó para Rodolfo, razón por la cual fue encarcelado, aunque más tarde Rodolfo lo nombraría consejero real. Desde 1605 dirigió los ejércitos de Rodolfo contra Bocskai. En 1606 obtuvo el título de barón. El rango de conde se le dio, por primera vez en la familia, al general de caballería Imre Sennyey en 1767, pero esta rama condal se extinguió con sus hijos. Por segunda vez en la familia, los barones Béla y Géza Sennyey recibieron el título de conde de Carlos IV, con motivo de su coronación en 1916. Los descendientes de esta rama aún viven.

## Personalidades
- Ferenc Sennyey, prefecto de Sárvár.
- Ferenc Sennyey, capitán de Kálló.
- Imre Sennyey (?-Pácin, 1774) general de caballería.
- István Sennyey (Küküllővár, ca. 1580–Győr, 1635), conde obispo de Veszprém (1628–1630) y conde obispo de Győr (1630–1635)
- István Sennyey (1627 - Veszprém, 1687) conde obispo de Vészprem (1659–1683)
- István Sennyey, general kuruc.
- László Sennyey (1631-1703), maestro jesuita.
- Pál Sennyey (1824 - 1888) consejero interno,  juez de Hungría, el presidente del Parlamento húngaro, un miembro del director de la Academia de Ciencias de Hungría, caballero de la Orden del Toisón de Oro.
- Pongrác Sennyey, canciller de Transilvania.